# Coco Yoshizawa
Coco Yoshizawa (ur. 22 września 2009 w Sagamiharze) – japońska skaterka. Uczestniczka Letnich Igrzysk Olimpijskich 2024 i zdobywczyni złotego medalu w kategorii street kobiet.

## Życiorys

### Dzieciństwo
Urodziła się 22 września 2009 roku w Sagamiharze, w której także dorastała. Jej matka jest nauczycielką przedszkolną, ojciec opiekunem. Ma też starszego brata.
Na deskorolce zaczęła jeździć w wieku 7 lat. Według jej relacji, pierwszy raz skateboardingu postanowiła spróbować, kiedy wraz z bratem poszła do pobliskiego parku i tam zauważyła osoby jeżdżące na deskolkach. Pierwszych lekcji jazdy udzielał jej lokalny nauczyciel, a później sama uczyła się kolejnych sztuczek, jeżdżąc w pobliskim parku.
Ze względu na młody wiek rodzice nie pozwalali jej mieć smartfona – nie wiedziała więc, że w social mediach skaterzy chwalą się swoimi trikami. Nie miała porównania swoich umiejętności, więc ani ona, ani jej rodzice, nie zdawali sobie sprawy z jej talentu. W trakcie Letnich Igrzysk Olimpijskich 2020 oglądała w telewizji skateboarding kobiet. Stwierdziła, że zawodniczki jeżdżą na podobnym do niej poziomie, a ona potrafi wykonać „big spin flipboard slide”, czyli trik polegający na obróceniu deski o 270 stopni w poziomie i o 360 stopni w pionie, który w finale zaprezentowała złota medalistka Momiji Nishiya.

### Kariera sportowa
Po obejrzeniu Letnich Igrzysk Olimpijskich 2020 w telewizji Coco Yoshizawa zaczęła brać udział w zawodach. Jeszcze w tym samym roku zajęła 5. miejsce w mistrzostwach Japonii. 
W 2023 roku zajęła drugie miejsce na Uprising Tokyo w 2023 roku, a także piąte miejsce na Mistrzostwach Świata. W marcu 2024 roku na World Skateboarding Tour: Dubai Street zdobyła brązowy medal.

#### Letnie Igrzyska Olimpijskie 2024
W lipcu 2023 roku zaczęła się starać o kwalifikację na letnie igrzyska olimpijskie. 25 czerwca 2023 roku  podczas World Skateboarding Tour: Rome Street zajęła 9. miejsce w półfinałach, zdobywszy 217,18 punktów – do ósmego, kwalifikującego do udziału w finale, miejsca zabrakło jej 0,44 punktu. Podczas zawodów uderzyła się w głowę. Zdiagnozowano u niej powstały w wyniku urazu krwiak nadtwardówkowy, przez co spędziła tydzień w szpitalu. Po wypadku przez miesiąc pozostała w Rzymie z obawy przed pogorszeniem się stanu zdrowia w wyniku zmiany ciśnienia podczas podróży.
W maju 2024 zajęła trzecie miejsce w turnieju kwalifikacyjnym w Szanghaju. W czerwcu wygrała turniej w Budapeszcie z wynikiem 270,29 punktów, ostatecznie zdobywając kwalifikację na letnie igrzyska olimpijskie.
Podczas Letnich Igrzysk Olimpijskich 2024 uzyskała najwyższy wynik w półfinale – 258,92 punktów. W finale po pierwszej próbie miała pierwsze miejsce, jednak po trzeciej próbie spadła z miejsca medalowego. Zdołała jednak wykonać „big spin flip frontside boardslide”, za który zdobyła 96,49 punktów (najwyższy wynik za trik w tegorocznym finale) i wrócić na prowadzenie. Zdobyła złoty medal w kategorii street kobiet z wynikiem 272,75 punktów, zostając jedną z najmłodszych złotych medalistek olimpijskich Japonii – młodsza w momencie zdobycia medalu była tylko Momiji Nishiya, która zwyciężyła w Tokio w wieku 13 lat i 330 dni.

## Sponsorzy i reklama
20 września 2024 roku wystąpiła w reklamie „Galaxy Z Flip 6” firmy Samsung Electronics.